# Ratpenat nasofoliat taronja
El ratpenat nasofoliat taronja (Rhinonicteris aurantia) és una espècie de ratpenat de la família dels rinonictèrids.
És l'única espècie del seu gènere i és endèmica d'Austràlia.